# Euro-Skulptur

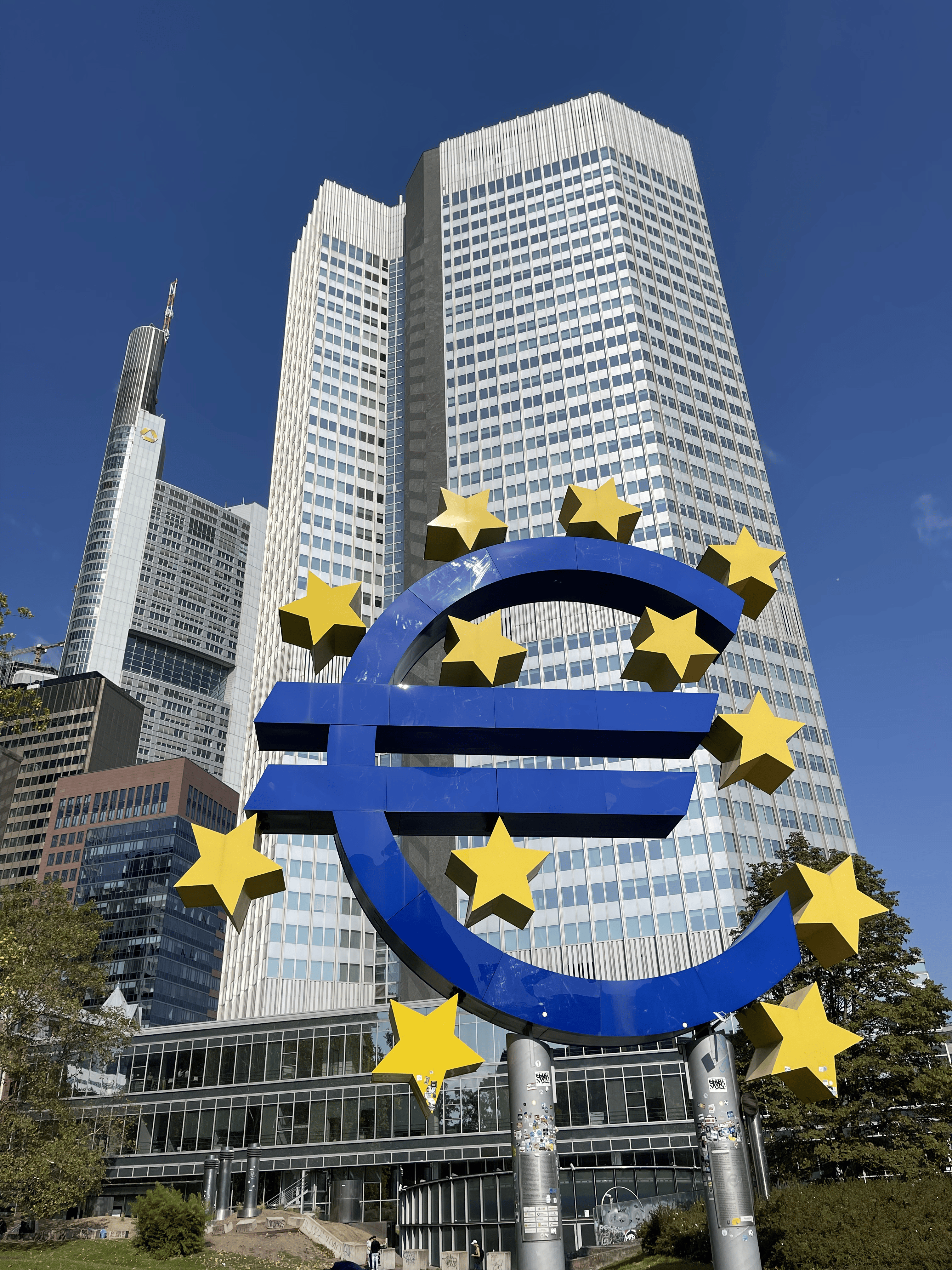
L'Euro-Skulptur, sullo sfondo l'Eurotorre

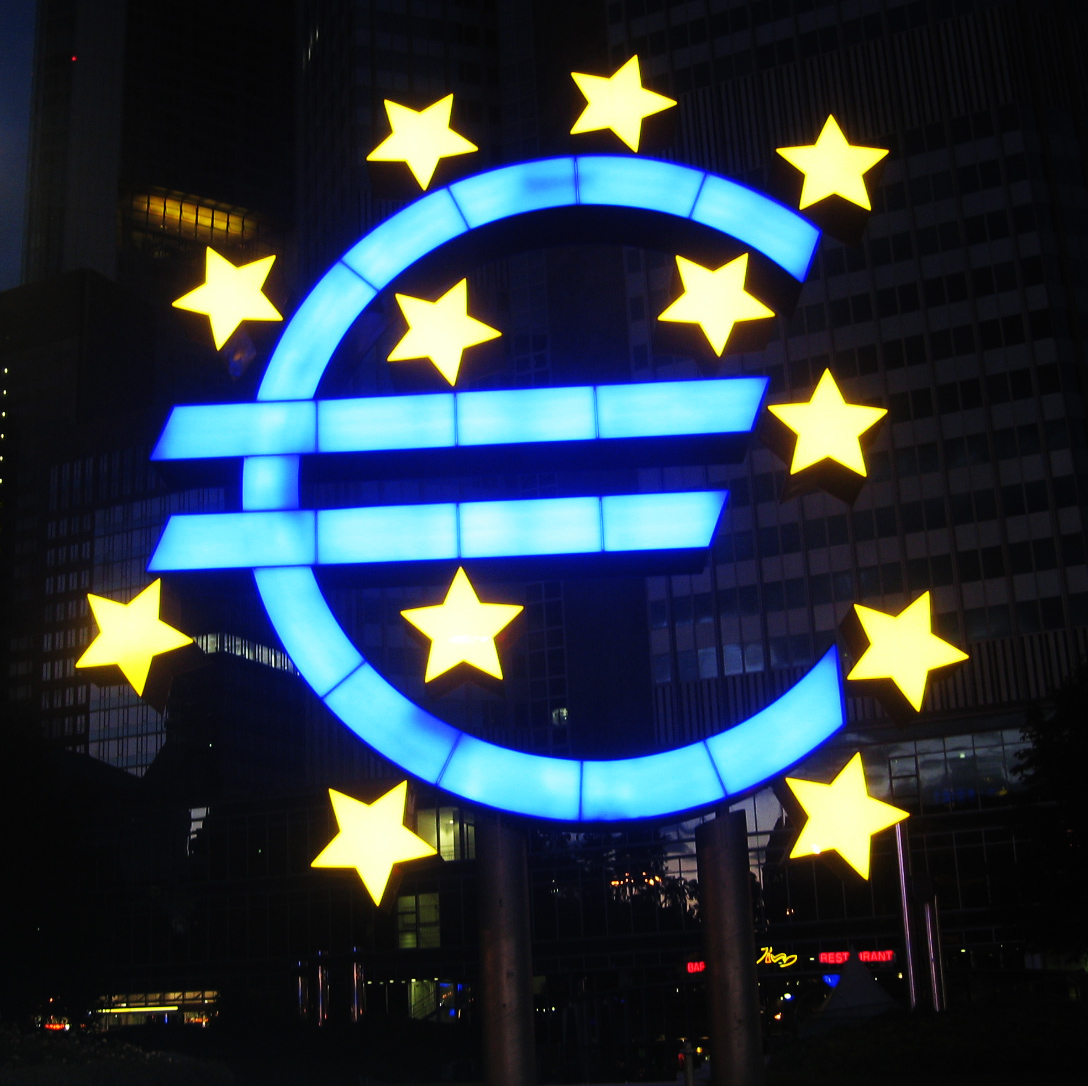
Leuro-skulptur di notte.

L'Euro-Skulptur ((IT) Euroscultura) è una scultura elettronica di 14 metri di altezza e raffigurante il simbolo dell'euro con 12 stelle, posizionata di fronte all'Eurotorre di Francoforte.

## Descrizione
Si tratta di un'opera (di cui una copia è presente anche all'aeroporto della stessa città) costruita nel 2001 da Ottmar Hörl. È dotata di un sistema di illuminazione interno che si accende nella notte, attivato per la prima volta nel Capodanno 2002, in occasione dell'introduzione dell'Euro in forma fisica. Nel 2015 l'illuminazione interna è stata aggiornata con l'introduzione dei LED.
È diventato un simbolo dello stesso eurosistema e spesso mostrato dal giornalismo quando se ne deve parlare.

### Anni recenti
Nonostante lo spostamento della BCE in una nuova sede a fine 2014, alla fine si è deciso di mantenere la scultura nella sua posizione originaria, rimanendo uno dei monumenti più fotografati del centro città.
Nel 2022, a causa dei suoi alti costi di gestione (circa 200.000 euro annuali) è stata affidata alla start-up Caiz Developement, che provvederà a coprire i costi per cinque anni.